# Rossignol à gorge rubis
Calliope pectoralis
Espèce
Statut de conservation UICN

 LC  : Préoccupation mineure
Synonymes
- Luscinia pectoralis (protonyme)

Le Rossignol à gorge rubis (Calliope pectoralis) est une espèce de passereaux de la famille des Muscicapidae.

## Répartition
Il vit en Asie centrale et dans le sous-continent indien, au Tibet, dans l'Himalaya, en Indochine le long du Mékong et en Chine.

## Taxonomie
S'appuyant sur diverses études phylogéniques, le Congrès ornithologique international (classification version 4.1, 2014) déplace cette espèce, alors placée dans le genre Luscinia, dans le genre Calliope.

### Sous-espèces
D'après la classification de référence (version 3.5, 2013) du Congrès ornithologique international, cette espèce est constituée des quatre sous-espèces suivantes (ordre phylogénique) :
- C. pectoralis ballioni (Severtsov, 1873) vit en Afghanistan et dans l'Asie centrale ;
- C. pectoralis pectoralis Gould, 1837 vit au Népal, en Afghanistan et dans l'Himalaya ;
- C. pectoralis confusa (Hartert, 1910) vit au Népal et au Bhoutan ;
- C. pectoralis tschebaiewi Przewalski, 1876 vit dans le Cachemire, la Chine, le Tibet et la Birmanie.